# Sal. Oppenheim
Die Sal. Oppenheim jr. & Cie. AG & Co. KGaA war eine deutsche Bank mit Sitz in Köln. Sie wurde 1789 als Privatbank gegründet und gehörte Angehörigen der Familie von Oppenheim. Bis zum Verkauf der Bank durch die Familie im Oktober 2009 an die Deutsche Bank für 1,3 Milliarden Euro war Sal. Oppenheim mit einer Bilanzsumme von 41,4 Milliarden Euro und über 150 Milliarden Euro an verwalteten Vermögen das größte unabhängige Bankhaus Europas. Seit Oktober 2009 war sie eine Tochtergesellschaft der Deutschen Bank. Schwerpunkt der Geschäftstätigkeit bis 2018 war die Vermögensverwaltung. Am 27. Oktober 2017 kündigte die Deutsche Bank an, Sal. Oppenheim aufzugeben und die verbliebenen Kunden sowie Teile des Geschäfts in die Deutsche Bank zu integrieren. Der aktive Geschäftsbetrieb wurde zum 30. Juni 2018 eingestellt. Die Nicht-Kern-Geschäftstätigkeiten wurden in der rechtlichen Einheit Sal. Oppenheim jr. & Cie. AG & Co. KGaA fortgeführt. 2019 verschmolzen diese und die Deutsche Oppenheim Family Office AG zu einer Gesellschaft, die unter letzterem Namen firmiert.

## Geschichte

### Gründung

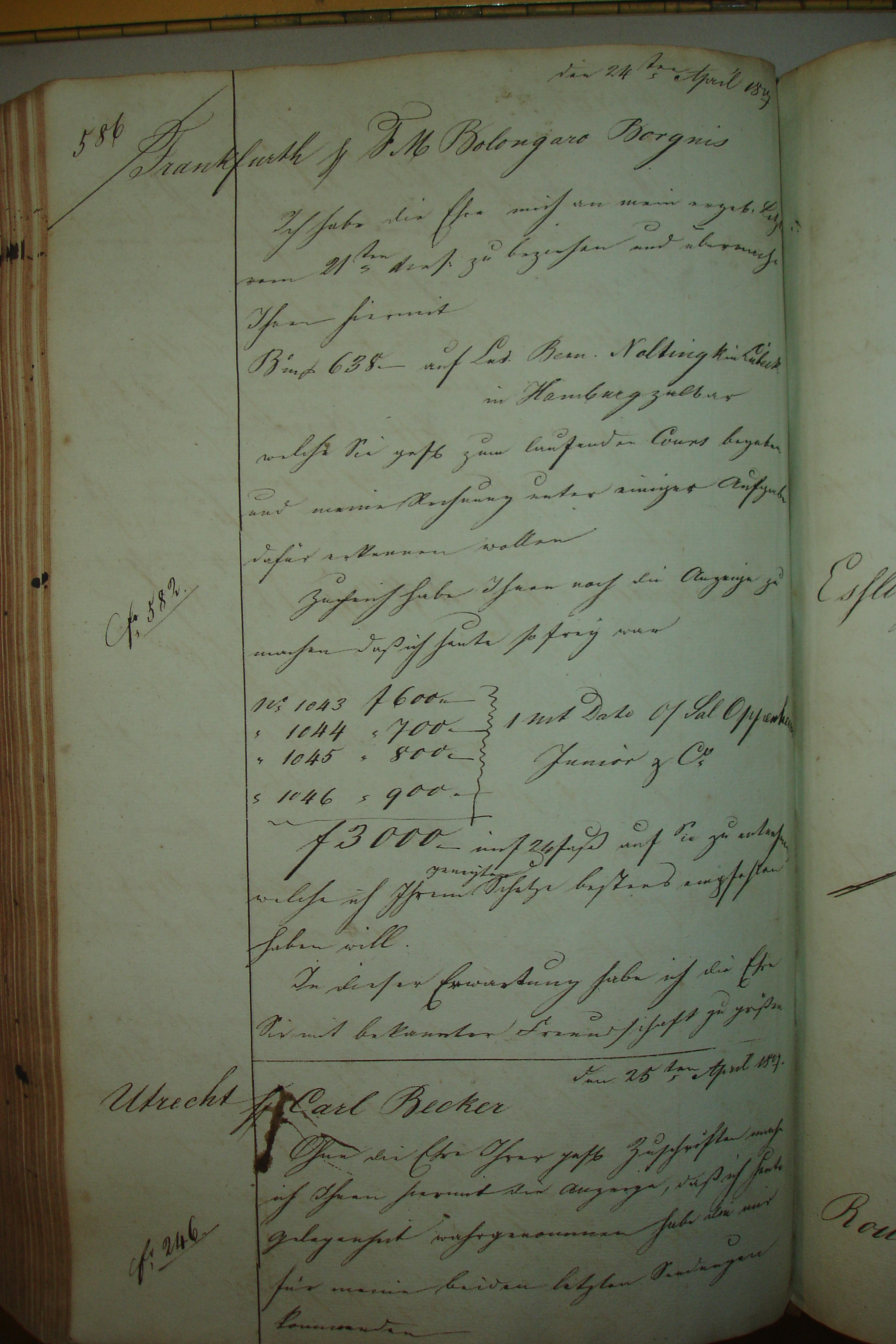
April 1817: Das Unternehmen Farina gegenüber zieht auf ihren Frankfurter Kommissionär Wechsel über 20.000 fl. Order Sal. Oppenheim jun. & Co.

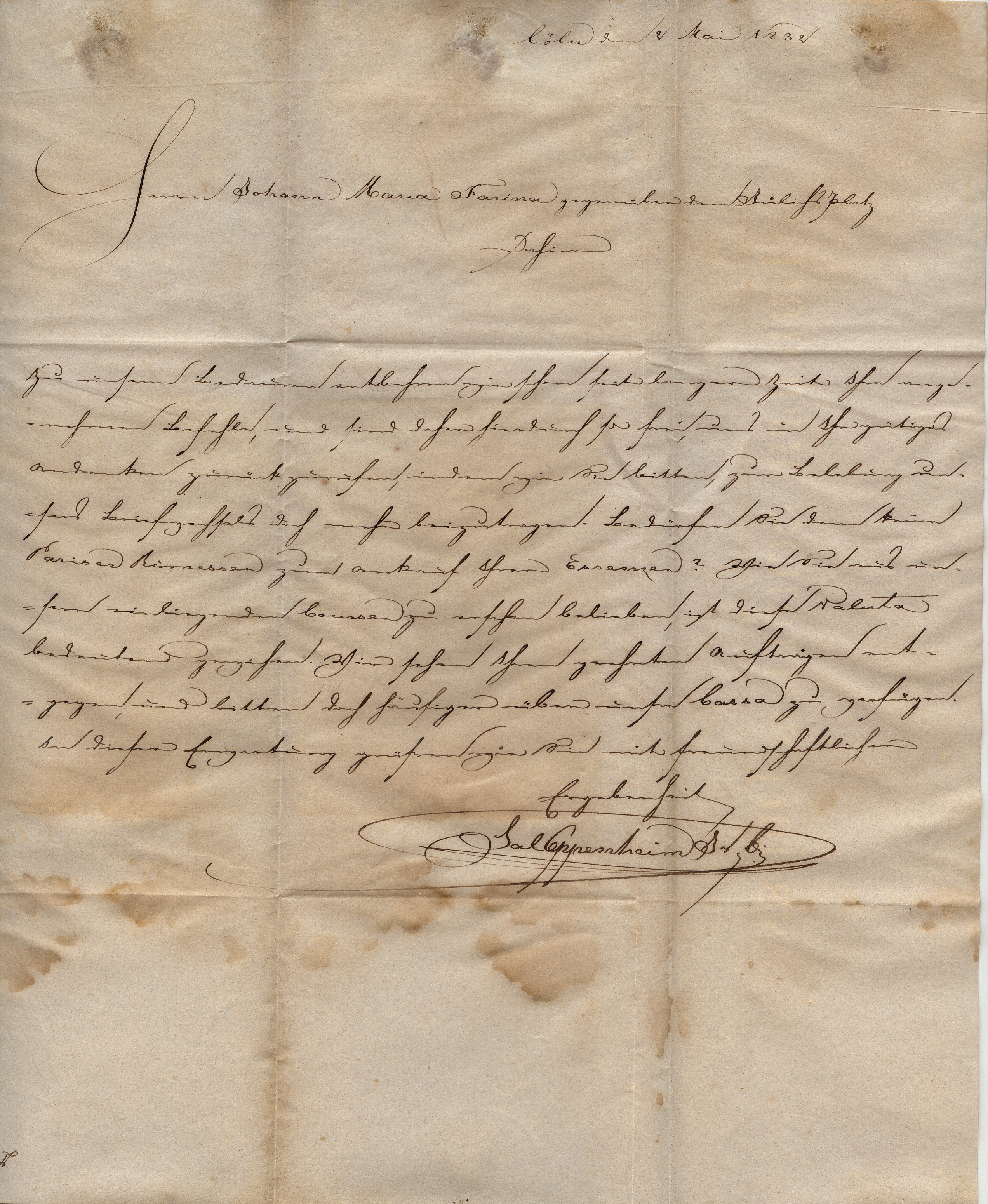
Brief von Sal. Oppenheim an Johann Maria Farina, 2. Mai 1832

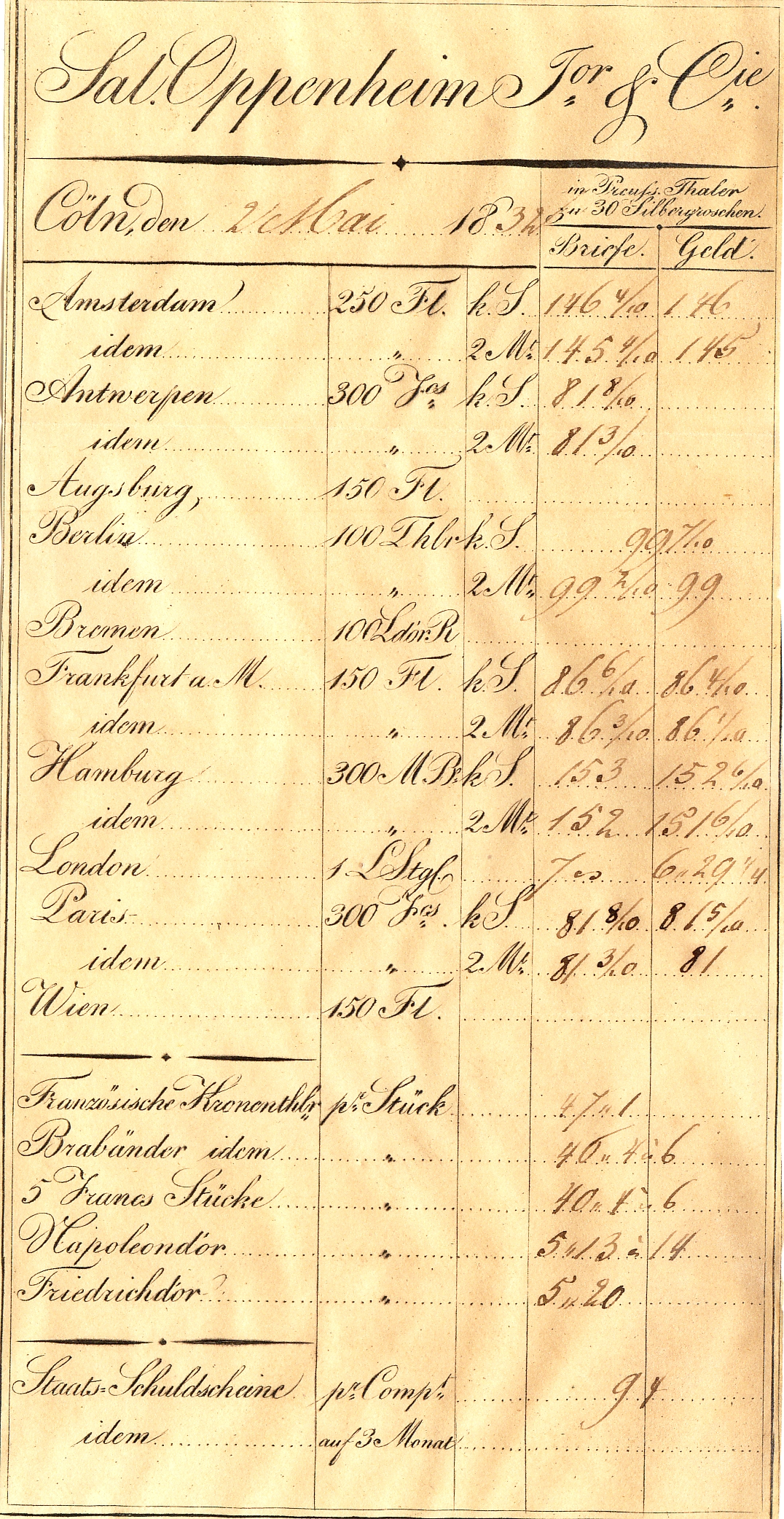
Sal. Oppenheims Aufstellung für Farina, 2. Mai 1832

Der damals 17-jährige Salomon Oppenheim junior gründete die Bank 1789 als Kommissions- und Wechselhaus in Bonn zusammen mit dem einflussreichen Bankier und Silberhändler Samuel Wolff, der 90.000 Taler Kapital in das Geschäft einbrachte. Oppenheim handelte mit Waren, tauschte ausländische Sorten und vergab Kredite. Am 7. Mai 1793 trat Salomon Oppenheim erstmals als Gläubiger eines Wechsels über 300 Taler gegenüber den Bonner Eheleuten Schön in Erscheinung, was als erster Beleg für die Bankgeschäfte anzusehen ist.
1798 setzten die französischen Revolutionstruppen unter Napoleon den Kurfürsten des Kurfürstentums Köln ab, dessen Hauptstadt Bonn war. In Köln und allen von ihnen annektierten linksrheinischen Gebieten führten die Franzosen die Religionsfreiheit ein. Damit konnten sich erstmals seit 400 Jahren Juden in Köln niederlassen. Daraufhin zog Oppenheim zum damals bedeutenden Bankenplatz Köln um, wo unter anderen das Bankhaus J. H. Stein (1790) und der A. Schaaffhausen’sche Bankverein (seit 1791) ihren Sitz hatten. Als Salomon Oppenheim 1828 verstarb, führte seine Witwe Therese die Geschäfte mit ihren Söhnen Simon und Abraham Oppenheim fort. Abraham heiratete 1834 Charlotte Beyfus, eine Enkelin von Mayer Amschel Rothschild, der das Bankhaus der Rothschilds gegründet hatte.

### Gebäude
Erstes Domizil in Köln bildete zwischen 1801 und 1808 das vom Weinessigfabrikanten G. J. Hahn gemietete Gebäude Am Hof Nr. 2122 (heute Nr. 16). Salomon Oppenheim erwarb im Januar 1808 das 1780 für Bankier Jakob Pelzer im klassizistischen Stil erbaute Patrizierhaus Große Budengasse Nr. 8 („Große Büttengasse“ Nr. 2103, später Nr. 8–10) vom ehemaligen Bürgermeister Freiherr Franz Jakob von Hilgers. Der hier 1904 errichtete Neubau blieb bis zum ersten Bombenangriff 1942 erhalten, wurde dann am 16./17. März 1943 schwerer beschädigt und am 29. Juni 1943 total zerstört. Als Provisorium diente zwischen Juni 1945 und Oktober 1953 das Haus An den Dominikanern Nr. 2, im Oktober 1953 bezog die Bank das sechsgeschossige natursteinverkleidete Gebäude von Fritz August Breuhaus de Groot in Unter Sachsenhausen Nr. 4. Im September 2018 erwarben die Momeni Immobilien und HanseMerkur Versicherungsgruppe diesen Nachkriegsstammsitz und planten den endgültigen Auszug, der sich zu diesem Zeitpunkt in Abwicklung befindenden Altgesellschaft, bis zum Jahr 2020.

### Rheinprovinz Preußens

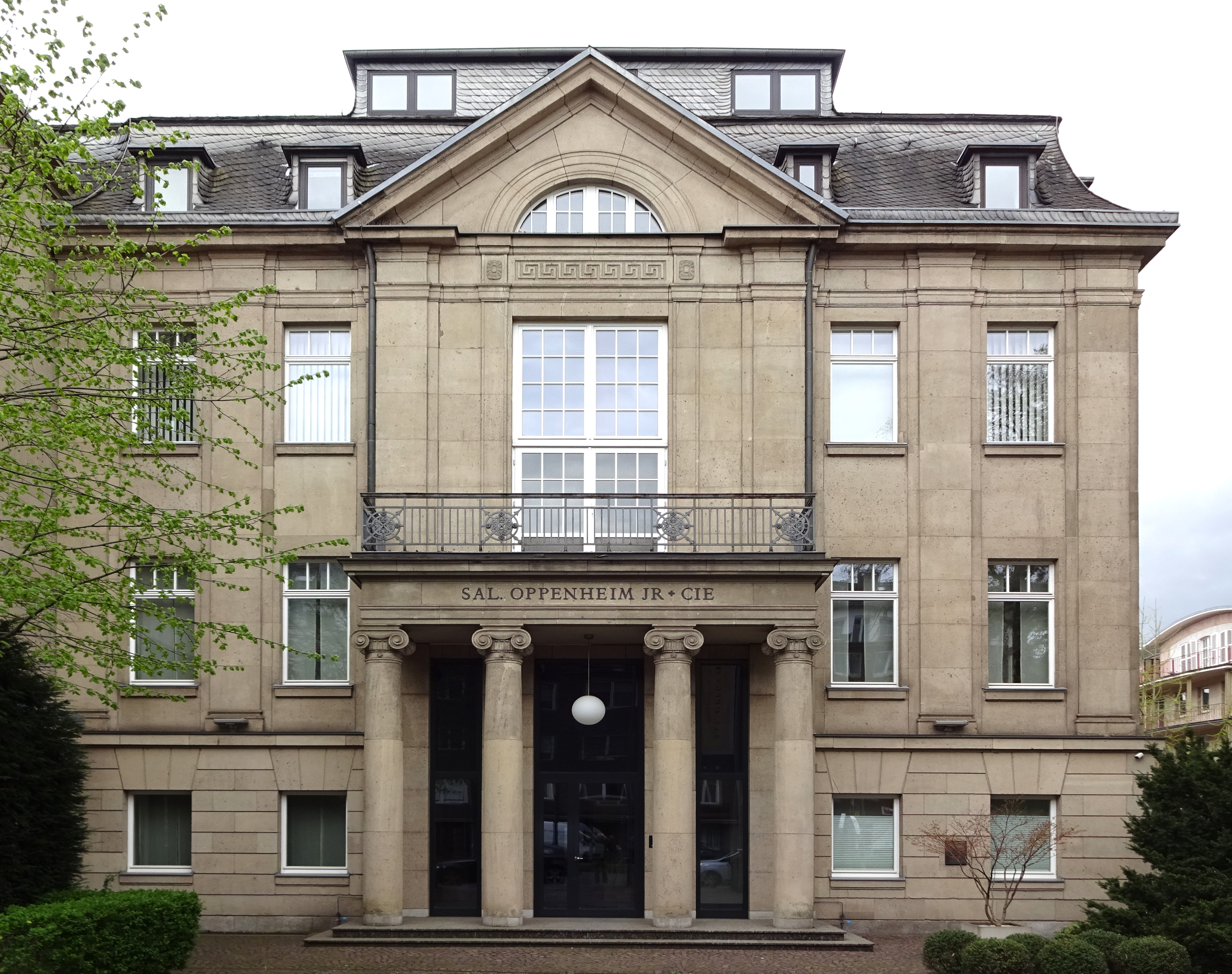
Sitz von Sal. Oppenheim Jr. & Cie., Pempelforter Straße 11, Düsseldorf-Pempelfort

Die Bank finanzierte seit den 1820er Jahren insbesondere die Rheinschifffahrt und später auch die Entwicklung des Eisenbahnwesens sowie die Industrialisierung der Rheinprovinz und des Ruhrgebiets. Daran beteiligten sich auch andere Banken des Kölner Bankwesens.
Bereits im Jahre 1810 stieg Oppenheim zur zweitgrößten Bank in Köln nach A. Schaaffhausen auf, ab September 1816 firmierte sie als „Sal. Oppenheim jr. & Cie.“ Oppenheim vollzog zusammen mit dem Berliner Bankhaus Mendelssohn & Co. den Transfer der französischen Kriegsreparationen (265 Millionen Franken) an Preußen, den der Aachener Kongress im November 1818 beschloss. Ebenfalls 1818 erfolgte die Mitgründung der Rheinschifffahrts-Assekuranz (Vorläuferin der Agrippina-Versicherung), am 3. Oktober 1825 die Mitgründung der „Preußisch-Rheinischen Dampfschifffahrtsgesellschaft“ (Vorläuferin der Köln-Düsseldorfer Deutsche Rheinschiffahrt) und einer Beteiligung von 25 %. Das Bankhaus Oppenheim wirkte an Konsortien der Kölner Privatbanken mit, die sich abwechselnd aus Deichmann & Co., A. Schaaffhausen’scher Bankverein, Bankhaus J. H. Stein, Herstatt und Bankhaus A. Levy & Co. zusammensetzten und maßgeblich die rheinisch-westfälische Schwerindustrie finanzierten. Sie hatten erheblichen Anteil an der Emission von Industrieanleihen und Aktien. 1836 gründete Oppenheim die erste Tochtergesellschaft in Amsterdam als „Gebr. Oppenheim & Co.“ (bestand bis 1856), am 9. Juni 1837 folgte die Gründung der Rheinischen Eisenbahngesellschaft, am 16. Juli 1839 nahm die Colonia-Versicherung ihren Geschäftsbetrieb auf. Dadurch begann die Entwicklung Kölns zum bedeutenden Versicherungsstandort. Am 18. Dezember 1843 erhielt die von Oppenheim mit gegründete Köln-Mindener Eisenbahn-Gesellschaft ihre Konzession, im April 1846 entstand die weltweit erste reine Rückversicherung mit der Kölnischen Rück, am 27. September 1853 gab es die Konzession für die Concordia Kölnische Lebensversicherung. 1853 beteiligte sich Oppenheim an der Gründung der Darmstädter Bank für Handel und Industrie und 1870 an der Gründung der Centralboden.
Nach dem Tod Therese Oppenheims (1842) führten die beiden Söhne das Unternehmen weiter. Die beiden Söhne von Abraham Oppenheim, Eduard und Albert von Oppenheim, konvertierten 1858 und 1859 vom Judentum zum Christentum. Dies ermöglichte ihnen die Einheirat in bedeutende christliche Kölner Unternehmerfamilien. Oppenheim investierte auch in kulturpolitische Vorhaben in Köln. Eduard von Oppenheim half 1859 bei der Gründungsfinanzierung des Kölner Zoos und 1863 bei der Flora, 1869 gründete er das Gestüt Schlenderhan und erwarb 1870 das Schloss Schlenderhan für 170.000 Taler. Abraham Oppenheim stiftete die Synagoge Glockengasse, die am 29. August 1861 eingeweiht wurde. König Wilhelm I. erhob ihn 1868 als ersten jüdischen Unternehmer Preußens in den Freiherrnstand, um seine unternehmerischen Verdienste zu ehren.

### Deutsches Kaiserreich
Das Deutsche Kaiserreich nahm zur Finanzierung der Entwicklung des Verkehrswesens zahlreiche Anleihen auf. Zur Platzierung dieser Anleihen wurden Banken benötigt. Das Bankhaus wurde ständiges Mitglied des 1859 hierfür gegründeten Preußenkonsortiums, das ab 1867 regelmäßige Treffen organisierte. Als deutschlandweit operierendes Bankenkonsortium umfasste es 39 Mitgliedsbanken. Zu jener Zeit zählte Oppenheim zu den oberen Banken Preußens („haute banque“). Nur zum Teil beteiligte sich die Bank auch an Anleihen für die Stadt Köln. Sal. Oppenheim war auch im Auslandsgeschäft tätig, hier vor allem im Kapitalexport – meistens in Zusammenarbeit mit der Berliner Disconto-Gesellschaft. Dazu engagierte sich die Bank auch im Kolonialgeschäft.
Am 10. Oktober 1871 beteiligte sich das Bankhaus neben Schaaffhausen an der Finanzierung der Gotthardbahn mit einer Quote von 15 % am Emissionskonsortium. Im November 1871 gründete Oppenheim mit Schaaffhausen die Antwerpener Centralbank SA, im April 1872 die deutsch-belgische La Plata Bank. 1873 saßen Vertreter von Oppenheim in 24 industriellen Aufsichtsräten, Simon Alfred Oppenheim brachte es 1909 auf 40 Aufsichtsratsmandate. 1873 wies Oppenheim eine ungewöhnliche Zahl von Großanlegern auf, denn elf Einleger besaßen jeweils mehr als eine Million RM. Hier liegt der Beginn des lange Zeit bei Oppenheim unbedeutend gebliebenen Private Banking. Das Bankhaus Oppenheim fungierte als Hausbank der Basalt AG, an der Oppenheim und Wilhelm Werhahn zu je 20 % beteiligt waren. Beide hielten auch Aktien der Strabag (je 33 %).
Nach dem Tod von Abraham und Simon übernahmen im Jahre 1880 deren Söhne Albert und Eduard die Bankgeschäfte. Die Bank wirkte zusammen mit anderen Banken, hier vor allem wieder die Disconto-Gesellschaft, an der Kapitalbeschaffung für Industrieunternehmen in Deutschlands Westen. So finanzierte die Bank die Entstehung oder Expansion der Union, AG für Bergbau, Eisen- und Stahl-Industrie, der Phoenix AG, der Gelsenkirchener Bergwerks-AG, des Eschweiler Bergwerksvereins, der Gewerkschaft Fortuna, die 1908 mit anderen Unternehmen zur Rheinischen AG für Braunkohlenbergbau und Brikettfabrikation fusionierte, und der Harpener Bergbau AG. Freundlich verbunden war Sal. Oppenheim mit den Kabelwerken Felten & Guilleaume, mit denen man gemeinsame überseeische Telegraphenunternehmen gründete. Oppenheim beteiligte sich an einem 29 Mitglieder großen Bankenkonsortium, das die Gründung der am 26. Januar 1894 entstandenen Hypothekenbank Rheinboden AG finanzierte. Nach Fehlinvestitionen in die Elektroindustrie, hier vor allem bei der Helios AG, kam es zu einer Unternehmenskrise bei Sal. Oppenheim. Die Hilfe kam nicht zuletzt von einer auf 15 Jahre begrenzte stillen Einlage der Berliner Disconto-Gesellschaft, damals der zweitgrößten Bank Deutschlands.
Anlässlich eines anstehenden Generationenwechsels wurde 1904 die bisherige Rechtsform der OHG in eine Kommanditgesellschaft auf Aktien mit 5 Millionen Mark Kommanditkapital umgewandelt. Das Bankhaus besaß 1914 nur 61 Angestellte. Durch Konkurs der Kreditnehmerin Nordwolle im Juli 1931 musste Oppenheim zwar Rückstellungen von 1,45 Millionen RM bilden, konnte dies jedoch verkraften. Die Sal. Oppenheim KGaA wurde fortan von Simon Alfred von Oppenheim und dessen Cousin Emil geführt. 1904 wurde auch Ferdinand Rinkel zum Teilhaber der Bank berufen, der schon über zehn Jahre Prokurist der Bank gewesen war. Er und Simon Alfred von Oppenheim leiteten die Bank. Ab 1914 beteiligte sich das Bankhaus an neun deutschen Kriegsanleihen zur Finanzierung des Ersten Weltkriegs. Vor und während des Krieges war die Bank an der Platzierung von Anleihen beteiligt, die Geld für Rüstungsunternehmen zur Verfügung stellten. Dagegen fiel das Auslandsgeschäft der Bank in dieser Zeit nahezu völlig aus. Während des Kriegsdienstes von Simon Alfred von Oppenheim leitete Rinkel die Bank allein. 1916 kehrte Oppenheim wieder aus dem Krieg zurück, da er bei einem Autounfall eine schwere Verwundung erlitten hatte. Im Jahr 1919 erhielt die Disconto-Gesellschaft ihre Einlage zurück, aber sie blieb der Kölner Bank seitdem freundschaftlich verbunden.

### Weimarer Republik
Zu Anfang der Weimarer Republik kam es zu mehreren Veränderungen im Teilhaberkreis. Ferdinand Rinke schied aus. Statt seiner trat Otto Kaufmann ein, der vorher bei der Deutschen Bank tätig gewesen war. Anfang 1922 gesellten sich Eberhard und Waldemar von Oppenheim (1894–1952), zwei Söhne von Simon Alfred Oppenheim, zu den Teilhabern. Des Weiteren wurden auch dessen Cousine Alix-May von Frankenberg und Ludwigsdorf (später Gräfin von Faber-Castell), sowie Anton Graf von Arco auf Valley in den Gesellschafterkreis aufgenommen. Graf von Arco auf Valley, wurde durch den von ihm am 21. Februar 1919 ausgeführten Mordanschlag auf Kurt Eisner, den ersten Ministerpräsidenten des Freistaats Bayern bekannt. Wie Waldemar und Eberhard waren sie Enkel von Eduard von Oppenheim. Außerdem wurde Wilhelm Chan in den Teilhaberkreis aufgenommen, der schon seit 1912 Prokurist bei Sal. Oppenheim war. Simon Alfred Oppenheim, der oberste Leiter der Bank, war auch als Ratgeber gefragt. So war er Mitglied des Zentralausschusses der Reichsbank und saß in vielen Aufsichtsratsgremien. Sein Sohn Eberhard Oppenheim, der als erfolgreicher Reitsportturnierteilnehmer weniger an der Banklaufbahn interessiert war, schied 1931 wieder aus, dafür war sein Bruder Friedrich Carl von Oppenheim (1900–1978) schon im Jahre 1930 Teilhaber geworden.
Die Inflation ab der Jahreswende 1921/1922, die folgende Ausweitung der Kredite an die Industrie und deren Verluste ließen das Bankvermögen schrumpfen, also auch das Eigenkapital der Besitzer Sal. Oppenheims. Dies und die gesamtwirtschaftliche Lage (steigende Arbeitslosigkeit, politische Instabilität, Abwertung der Rentenmark, Vertrauensverlust bei den Anlegern) brachte auch die Bank Sal. Oppenheim in große Schwierigkeiten. Bei der vorherrschenden Konzentration im Bankwesen war der einzige Ausweg der Zusammenschluss mit einer anderen Bank. Sal. Oppenheim schloss sich noch 1922 mit dem Bankhaus A. Levy & Co. in Köln zusammen. Die Bankiers wählten dafür die Form einer „Interessengemeinschaft“ und konnten so die wirtschaftliche Lage ihrer Banken stabilisieren. Der Leiter der Bank Levy, Louis Hagen, hatte 68 Aufsichtsratsmandate und verfügte über viele Informationen über deutsche Unternehmen. Er wurde durch den Zusammenschluss Teilhaber bei Sal. Oppenheim und blieb es bis zu seinem Tod 1932. Sal. Oppenheim erhoffte sich, lukrativ am Konzentrationsprozess der Wirtschaft teilzunehmen. Hagens Bank erhielt mit diesem Zusammenschluss Zutritt zum angesehensten und solidesten Privatbankhaus in Köln. Anfangs waren beide Banken in der Montanindustrie tätig. So besaßen sie in einem Bankenkonsortium, das zur Kapitalerhöhung der Rheinischen AG für Braunkohlenbergbau gegründet worden war, eine Quote von 21 % und lagen damit vor der Deutschen Bank.
1929 setzte die Weltwirtschaftskrise ein. Als sie sich verschärfte, beschloss Simon Alfred von Oppenheim im Januar 1931, Robert Pferdmenges als Teilhaber einzustellen. Oppenheims Söhne waren noch relativ jung und verfügten nicht über Bankerfahrung. Pferdmenges war dagegen ein sehr erfahrener und erfolgreicher Bankier, der lange Zeit den zur Berliner Disconto-Gesellschaft gehörenden A. Schaaffhausen’schen Bankverein geleitet hatte. Pferdmenges verfügte über beste Beziehungen zu Politik und Wirtschaft, war in mehreren Gremien der Reichsbank vertreten und hatte 1928 die Disconto-Gesellschaft mit der Deutschen Bank verschmolzen. Pferdmenges war auch ein enger Berater des Reichskanzlers Heinrich Brüning, war seit den 1930er Jahren mit Konrad Adenauer befreundet und wurde nach dem Zweiten Weltkrieg sein Finanzberater. Da Pferdmenges nach der Fusion nicht als Angestellter einer Großbank arbeiten wollte, nahm er Oppenheims Vorschlag 1931 an. Ein Jahr später starb Simon Alfred von Oppenheim und Pferdmenges wurde unter den Teilhabern der Bank Sal. Oppenheim der primus inter pares.
Louis Hagen starb am 1. Oktober 1932. Als sein Nachfolger trat im November 1932 ein Prokurist der Bank A. Levy, Hermann Leubsdorff, als Teilhaber in die Bank Sal. Oppenheim ein. Kurze Zeit später offenbarte sich, dass Louis Hagen der Bank A. Levy durch Spekulationen während der Weltwirtschaftskrise Valutaschulden von über 200 Millionen Reichsmark beschert hatte, wie der bis dahin ahnungslose Teilhaber Paul Silverberg feststellen musste. Diese Schulden machten jährliche Zahlungen von 30 Millionen Reichsmark erforderlich, die A. Levy nicht leisten konnte. Zudem lag Überschuldung vor. Eine Insolvenz der Bank A. Levy hätte auch die Existenz der Bank Sal. Oppenheim bedroht. Zudem waren deren Teilhaber laut Interessengemeinschaftsvertrag von 1922 verpflichtet, die Bank A. Levy nach dem Tode von Hagen zu übernehmen. Pferdmenges erreichte zunächst, dass diese Übernahme ausgesetzt wurde. Dann bemühte er sich mit Silverberg, den Konkurs von A. Levy zu verhindern. Die Erben wurden gedrängt, aus ihrem Erbe zum Erhalt der Bank beizutragen. Zudem vereinbarten die Gesellschafter von Oppenheim, die beiden Banken auf eigene Rechnung weiterzuführen und im Jahr 1935 erneut über das Schicksal von A. Levy zu beraten. Damit die Sanierungsmaßnahmen Erfolg haben konnten und Sal. Oppenheim nicht gefährdet würde, durfte die Illiquidität der Bank Levy nicht bekannt werden. Pferdmenges trat als Teilhaber in das Unternehmen A. Levy ein, um deren Probleme mit seiner Persönlichkeit und dem Gewicht der Bank Sal. Oppenheim zu lösen. Er erbat mit Silverberg von der Reichsbank die Erlaubnis zu einer „Stillen Liquidation“. Das Reichbankdirektorium akzeptierte diesen Vorschlag. Denn ein Aus von Levy und vielleicht Oppenheim hätte zu einer neuen Bankenkrise führen können, nachdem die Deutsche Bankenkrise vom Juni 1931 gerade überwunden war. Zwischen 1933 und 1935 erholten sich die Wertpapiere an den Börsen wieder, so dass eine Besserung bei A. Levy eintrat. Ein sehr hoher Gewinn aus einem vor Jahren abgeschlossenen Geschäft nach dem Sturz des US-Dollars glich einen Großteil der Bankverluste aus. Für die Erben und die Gesellschafter blieb aber 1936, als die Bank A. Levy geschlossen wurde, kaum etwas übrig. Auch die Bank Oppenheim verlor ihr in das Unternehmen A. Levy eingebrachtes Kapital. Der Teilhaber Friedrich Carl von Oppenheim stellte nach dem Krieg klar, dass die Auflösung der Bank A. Levy nicht durch die nationalsozialistische Verfolgung verursacht worden war, sondern dass die stille Liquidierung wegen der maroden Bank unausweichlich war.

### Zeit des Nationalsozialismus
Begleitend zur Machtergreifung fanden zunehmend antisemitische Aktionen der Nazis in Köln statt. Für den 1. April 1933 planten der Gauleiter und seine Kreisleiter die Teilnahme am reichsweiten Boykott gegen jüdische Unternehmen. Allerdings scheute sich die nationalsozialistische Staatsführung zu dieser Zeit noch, jüdische Banken in den Boykott miteinzubeziehen. Denn diese Banken waren wegen ihrer guten internationalen Kontakte wichtig für das Deutsche Reich, beispielsweise waren sie für Kreditverhandlungen mit dem Ausland zu dieser Zeit unersetzlich. Daher veröffentlichte der Reichsminister für Volksaufklärung und Propaganda Joseph Goebbels am Vortag des Geschehens ein Verbot, bei dem Boykott jüdische Banken zu behelligen.
Trotzdem gingen örtliche Machthaber vor und nach dem Boykott gegen jüdische Banken und Bankiers vor – so auch in Köln. Denn die Bank Oppenheim wurde aus nationalsozialistischer, rassistischer Sichtweise als jüdisch angesehen, obwohl die Besitzerfamilie seit 1860 christlichen Glaubens war. Einige Tage nach seiner Amtseinsetzung verkündete der Oberbürgermeister Günter Riesen ein Verbot für städtische Stellen, Aufträge an jüdische Firmen zu erteilen. Das betraf auch die beiden Banken Oppenheim und A. Levy. Am 27. März 1933 erließ Riesen ein allgemeines Verbot von Zeitungsinseraten „jüdischer“ Firmen in Köln. Auch diese Vorschrift war nachteilig für Oppenheim und Levy. Die Aktionen von Riesen waren besonders brisant, weil Riesen langjähriger Prokurist des Bankhauses Levy gewesen war.
Unter dem Eindruck der NS-Propaganda brachen viele „arische“ Geschäftsfreunde den Kontakt zu den Inhabern von Sal. Oppenheim ab. Daraufhin stellte Karl Georg Schmidt, Gauwirtschaftsberater der NSDAP, der Bank im Juni 1933 eine Bescheinigung aus, die unter anderem lautete: „… dass die überwiegende Menge des verantwortlichen Kapitals sich in den Händen der christlichen Familien Freiherr von Oppenheim und Robert Pferdmenges befindet. Das Bankhaus ist daher als deutsches Unternehmen anzusehen“. Dieser Brief war faktisch wenig wert, denn eigentlich ging es nicht um die Religion der Juden, sondern um eine rassenideologische Unterscheidung, wie sie in den Nürnberger Gesetzen legitimiert war. Es kam zu immer weiteren judenfeindlichen Angriffen auf die Familie Oppenheim und deren Bank. Ein Vorreiter des Antisemitismus in Köln war der Bankier Kurt Freiherr von Schröder, Teilhaber des mit Sal. Oppenheim konkurrierenden Unternehmens Bankhaus J. H. Stein. Er sorgte persönlich dafür, dass die Oppenheims nicht mehr zu den Treffen der Rheinisch-Westfälischen Bankenvereinigung eingeladen wurden, deren Mitbegründer ihr Vater gewesen war. Nachdem Schröder seinen Konkurrenten Paul Silverberg, der jüdischer Herkunft war, als Präsident der Industrie- und Handelskammer zu Köln ausgeschaltet hatte, übernahm er selbst den Vorsitz dieser Institution. Als eine seiner ersten Amtshandlungen ließ er untersagen, nichtarische Mitglieder zu den Mitgliederversammlungen einzuladen. Damit waren vor allem auch die Oppenheims gemeint. Außerdem sorgte Schröder dafür, dass die Oppenheims die meisten ihrer Aufsichtsratsposten in den von ihr betreuten Firmen verloren. Der Bank gingen durch die öffentliche Ächtung und Verfolgung viele Kunden verloren. Die Bilanzsumme betrug 1935 nur noch die Hälfte des Wertes von 1928.
Als der krisenhafte Zustand der Levybank weiterhin Kapitalzuschüsse von Sal. Oppenheim und den Erben Louis Hagens erforderte, beschloss man 1936 die Übernahme der Levybank. Darauf stieg die Bilanzsumme noch einmal auf 103 Millionen Reichsmark, um danach wieder zu sinken. Mit der Übernahme der Bank Levy verbesserte sich kurzfristig die Bilanz, aber die antisemitischen Angriffe nahmen zu. Der Völkische Beobachter warnte am 23. Januar 1936 vor dem Entstehen einer rein jüdischen Bank großen Formats in Köln. Noch Ende Januar mussten auf Druck der örtlichen NSDAP-Machthaber die jüdischstämmigen Teilhaber Otto Kaufmann, Wilhelm Chan und auch Hermann Leubsdorff als Gesellschafter aus der Bank ausscheiden. Sie emigrierten und überlebten das Dritte Reich. Für die ausgeschiedenen jüdischen Bankteilhaber trat Leopold Valentin Kaufmann ein, ein Verwandter von Pferdmenges.
Die Nachkommen von Eduard Freiherr von Oppenheim als getaufte Christen der dritten Generation galten nach den rassistischen Nürnberger Gesetzen von 1935 als problemlose Nachkömmlinge von Juden, „Mischlinge zweiten Grades“. Danach hätten sie legal unbehelligt im Dritten Reich leben können. Dennoch waren sie fortlaufend antisemitischen Angriffen ausgesetzt und gedemütigt. Sie mussten unter anderem Stiftungen aufgeben bzw. an den Staat übertragen, die Sammlung im Wallraf-Richartz-Museum durfte nicht mehr den Namen Oppenheim tragen und wurde verkauft, und sie konnten ihre Kinder nicht mehr in öffentliche Schulen schicken. Um das Bankhaus nicht zu verlieren, emigrierten sie nicht und blieben in Deutschland. Alix-May Gräfin von Faber-Castell, eine Cousine von Waldemar und Friedrich Carl, wurde von der Propaganda-Zeitschrift Der Stürmer für ihren luxuriösen Lebensstil geschmäht. Auch das Schloss der Familie wurde mit den Worten „Die Oppenheim, das Judenschwein, muss raus aus Stein“ bemalt.
1938 stellte die NS-Propaganda die Bank mit einer Zeitungskampagne vor die Wahl, den Namen Oppenheim aufzugeben oder enteignet zu werden. Anfang 1938 wurde der politische und geschäftliche Druck während der Arisierung so stark, dass man sich entschloss, am 20. Mai 1938 eine Firmenänderung in „Bankhaus Pferdmenges & Co.“ durchzuführen. Die Bank teilte im Mai 1938 ihren Kunden mit, dass „wir unsere seit 1789 bestehende Firma fortan unverändert unter dem Namen Bankhaus Pferdmenges & Co führen werden“. Robert Pferdmenges steuerte die Bank durch die Wirren des Zweiten Weltkrieges. Waldemar und Friedrich Carl von Oppenheim blieben Miteigentümer und formal Mitgeschäftsführer. Sie traten aber nicht mehr nach außen hin in Erscheinung.
1942 musste die Familie Oppenheim ihr Gestüt Schlenderhan zwangsweise an die SS abtreten. Nach dem gescheiterten Attentat vom 20. Juli 1944 auf Adolf Hitler wurden beide Brüder Oppenheim verhaftet. Die Kölner Gestapo warf ihnen unter anderem vor, „falsche Angaben zu ihrer jüdischen Abstammung gemacht zu haben“. Waldemar kam durch Zufall wieder frei und konnte sich im Untergrund in Köln verstecken. Friedrich Carl wurde vor dem Volksgericht wegen Wehrkraftzersetzung angeklagt. Gleichzeitig war bekannt geworden, dass er Juden bei der Auswanderung aus den Niederlanden geholfen hatte. Friedrich Carl wurde zum Tode verurteilt, aber nach der Besetzung Deutschlands durch die Alliierten befreit.

### Nachkriegszeit
Die Geschäftseröffnung nach dem Krieg fand am 16. März 1945 statt, seit dem 30. Juni 1947 firmiert die Bank wieder als „Bankhaus Sal. Oppenheim jr. & Cie.“ Sie erhielt 1948 als erste westdeutsche Bank die Erlaubnis als Außenhandelsbank. Nach Löschung der Auto Union AG aus dem Handelsregister bot sich 1948 in Westdeutschland die Chance, deren Marke DKW nachzubauen. Mit Beteiligung Oppenheims gelang am 3. September 1949 die Gründung der Auto Union GmbH (Oppenheim-Beteiligung 5,7 %, Maxhütte und Ernst Göhner je 41 %), deren Wiederaufbau durch Friedrich Carl von Oppenheim vornehmlich finanziert wurde. Als im Dezember 1952 der geschäftsführende Teilhaber Waldemar Freiherr von Oppenheim verstarb, trat seine Witwe Gabrielle als Übergangslösung an seine Stelle.
Im August 1954 lagen damit alle Kommanditanteile bei 10 Gesellschaftern um Gräfin Emmy Arco-Valley (geb. Freiin von Oppenheim), Victoria von Frankenberg-Ludwigsdorf (geb. Freiin von Oppenheim), Stanislaus Graf Strachwitz, Karin Baronin von Ullmann, Ingrid Freiin von Oppenheim, Friedrich Carl Freiherr von Oppenheim, Wolf Graf von Bredow, Clemens Carl Freiherr von Wrede, sowie bei den Nachkommen von Robert Pferdmenges, Heinz Pferdmenges und Ilse Bscher.
Georg Baron von Ullmann, der 1953 Karin Freiin von Oppenheim geheiratet hatte, wurde nach 1954 neuer Teilhaber. Victoria von Frankenberg und Ludwigsdorf verstarb im gleichen Jahr und vererbte ihre Anteile an Tochter Alix-May Gräfin von Faber-Castell (geb. von Frankenberg und Ludwigsdorf).
In den 1960er Jahren behielt Oppenheim seine Industriefinanzierungen und Beteiligungspolitik bei. So beteiligte sich die Bank an der „Glas- und Spiegel-Manufaktur A.-G.“ (Gelsenkirchen), die mehrheitlich der „Glaceries de Saint-Roch S.A.“ (Brüssel) gehörte, an der Oppenheim ebenfalls zu 25 % beteiligt war.
Im Jahre 1964 wurde Alfred Freiherr von Oppenheim Teilhaber; er war Urururenkel des Gründers. 1968 übernahm Sal. Oppenheim das Bankhaus Heinrich Kirchholtes & Co. in Frankfurt am Main. Eine weitere Expansion erfolgte durch Tochtergesellschaften in Zürich, München, Paris und London. Oppenheim übernahm 1971 die Hypothekenbank Rheinboden. Ab 1992 lag die Aktienmehrheit bei Oppenheim, das Bankhaus trennte sich 2001 von Rheinboden zu Gunsten deren Fusion zur Corealcredit Bank. Im April 1978 verkaufte Oppenheim die Aktien der Basalt AG, im Juli 1989 die Mehrheitsbeteiligung an der Colonia-Gruppe für 3 Mrd. DM an die französische „Compagnie Financière du Groupe Victoire“ und konnte dadurch das Eigenkapital des Bankhauses von 180 Millionen DM auf eine Mrd. DM erhöhen. Victoire gründete wiederum die holländische Holding „Colonia Victoire BV“, an der Sal. Oppenheim mit 22 % beteiligt wurde. Die Beteiligung an der verlustbringenden Köln-Düsseldorfer Deutsche Rheinschifffahrt wurde im Dezember 1993 an die WestLB verkauft. Das Geschäftsvolumen der Bank betrug im Dezember 1981 insgesamt 3,581 Milliarden DM.

### Neuausrichtung seit 1986
Matthias Graf von Krockow wurde im Januar 1986 persönlich haftender Gesellschafter. Im Zuge der deutschen Wiedervereinigung positionierte sich die Bank als Berater des Staates bei Privatisierungen. Im Januar 1992 trat der frühere Bundesbankpräsident Karl Otto Pöhl als Teilhaber ein, er fungierte ab 1993 auch als Sprecher der Teilhaber.
Nach dem sukzessiven Abbau der Industriefinanzierung rückte das Private Banking stärker in den Vordergrund. Ferner entwickelte sich ab 1991 die Zusammenarbeit mit Josef Esch zu einem Geschäftsschwerpunkt. Hierbei traten nicht nur Interessenkollisionen auf, sondern es häuften sich bankbetriebliche Fehler. Die Oppenheim-Esch-Holding GbR entstand 1992 als Joint Venture zwischen Josef Esch und Sal. Oppenheim (je 50 %). Die Holding fungierte als geschäftsleitende Holding von geschlossenen Immobilienfonds. Nach ihrer Gründung wurden sukzessive 72 geschlossene Immobilienfonds mit einem Wert von Euro 4,5 Mrd. aufgelegt. Dabei ging Esch regelmäßig mit der gleichen Struktur vor. Die Immobilienfonds erhielten die Rechtsform der KG oder GbR, wobei die Kapitalanleger als steuerbegünstigte Kommanditisten und die Holding als Komplementär fungierten. Die Immobilien wurden entweder noch gebaut oder bestanden bereits. Oppenheim übernahm oft die Vorfinanzierung der Fonds. Die Gesamtkosten beinhalteten so genannte „weiche Kosten“ („Soft-Kosten“ für Planung, Vertrieb oder Mietersuche), die teilweise bis zu 40 % der Gesamtkosten ausmachten. Die Immobilien wurden anschließend über Zeiträume von 10 bis 30 Jahren an namhafte Ankermieter vermietet, die vorhandenen Mietrisiken teilweise durch überhöhte Mietgarantien öffentlicher Einrichtungen wie der Stadtsparkasse Köln (Coloneum) oder Stadt Köln (Kölnmesse) abgesichert. Die vermögenden Kommanditisten akquirierte Sal. Oppenheim aus eigenem Kundenkreis und kreditierte die Kommanditanteile bis zu einer Beleihungsgrenze von 60 % des Beleihungswerts. Unter den Kommanditisten befanden sich einmalig oder wiederkehrend Hubertus Benteler, Alfred Neven Dumont, Heinz-Horst Deichmann, Oetker, Wilhelm Wehrhahn oder Henry Maske. Thomas Middelhoff, der im Mai 2005 Arcandor-Vorstand wurde, geriet durch seine mit 107 Millionen Euro kreditierte Kommanditisten-Beteiligung in einen Interessenkonflikt. Zwischen 2000 und 2008 wurden von der Holding angabegemäß jährlich 80 Millionen Euro Gewinn an Oppenheim abgeführt. Die Verbindungen zwischen der Bank und Esch hatten inzwischen nicht vertretbare Ausmaße angenommen, denn Esch hatte ein Büro in der Bank und nahm an den Gesellschafterversammlungen teil, ohne Teilhaber zu sein.
Bei der Fusion von Daimler-Benz und Chrysler im September 1998 zur Daimler-Chrysler AG wurden die Aktien beider Konzerne zunächst in die eigens dafür gegründete Zweckgesellschaft „Oppenheim AG“ übertragen, denn das Bankhaus war in einer der größten Mergers & Acquisitions-Transaktionen maßgeblich involviert. Am 17. November 1998 war ganzseitig in der Frankfurter Allgemeinen Zeitung zu lesen: „Liebe DaimlerChrysler. Weiterhin viel Glück und Erfolg. Sal. Oppenheim jr. & Cie.“ Im selben Jahr wurde Graf von Krockow Sprecher der persönlich haftenden Gesellschafter. Im Jahr 2000 wurde Christopher von Oppenheim, der Sohn Alfreds, Partner.

### Zukäufe und Restrukturierung
Im Februar 2004 beteiligte sich das Bankhaus mit 25,1 % an der Bonner IVG Immobilien AG. Im Dezember 2004 gelang die strategisch wichtige Übernahme der wesentlich größeren BHF-Bank für 600 Millionen Euro. Durch den Kauf stieg Oppenheim zur größten Privatbank Europas mit einer konsolidierten Bilanzsumme von 32 Mrd. Euro und 3.160 Mitarbeitern auf. Mit Geldern von über 100 Mrd. Euro, Wertpapierbeständen von über 180 Mrd. Euro und einem Eigenkapital von mehr als 1,7 Mrd. Euro lag Oppenheim sogar vor der schweizerischen Pictet-Gruppe. Der langjährige Bankchef Alfred Freiherr von Oppenheim starb im Januar 2005, im selben Jahr wurde Georg von Ullmann Vorsitzender des Aufsichtsrates. Ende 2006 beschäftigte die Bank 3.490 Mitarbeiter in 27 Niederlassungen und verwaltete ein Vermögen von 149 Mrd. Euro. Im März 2007 kündigte Sal. Oppenheim an, den Hauptsitz von Köln nach Luxemburg zu verlegen, „um die geplante Expansion nach Europa einfacher zu gestalten“. Der Umzug wurde zum 1. Juli 2007 vollzogen.

### Oppenheim-Esch-Krise
Im Jahr 2005 erzielten die Esch-Fonds die Hälfte des Bankgewinns. Bei Anlegern und Bankkunden erfreuten sich die hoch profitablen Geschäfte großer Beliebtheit. Die Öffentlichkeit sah jedoch bereits frühzeitig zahlreiche Projekte kritisch. Der Verdacht kam auf, dass mit Hilfe der Esch-Fonds die öffentliche Hand geschädigt wurde.
Im September 2008 übernahm Oppenheim die Mehrheit (28,6 %) an Arcandor von Madeleine Schickedanz, der Erbin des Quelle-Konzerns. Dieser Kauf und die Kapitalerhöhung kosteten die Bank 154 Millionen Euro. Schickedanz kaufte 2008 weitere Aktien aus Streubesitz und finanzierte dies mit einem Oppenheim-Kredit von 215 Millionen Euro gegen Verpfändung ihrer Aktien. Der nachfolgende Kursverfall zwang Schickedanz zur Belastung von 14 ihr gehörenden Villen, darunter das Elternhaus, zu Gunsten von Oppenheim. Der Arcandor-Kursverfall traf auch Oppenheim als Mehrheitsaktionär hart. Um den Wertverfall der Kreditsicherheiten der Bankkredite an Schickedanz aufzufangen, übernahmen die persönlich haftenden Gesellschafter von Oppenheim Bürgschaften in Höhe von insgesamt 680 Millionen Euro. Das Geschäftsjahr 2009 brachte der Bank einen Verlust von 1,065 Milliarden Euro wegen „Wertberichtigungen aus Kreditengagements, Immobilien und Beteiligungen“.
Durch Esch wurde die Bank zur größten Gläubigerin von Madeleine Schickedanz. Sie benötigte weitere Geldmittel, um den Geschäftsbetrieb aufrechtzuerhalten. Esch empfahl Schickedanz den ehemaligen Bertelsmann-Manager Thomas Middelhoff als Vorstandsvorsitzenden von KarstadtQuelle. Gleichzeitig nutzte er seinen Zugang zu KarstadtQuelle (später Arcandor), um fünf (später eines verkauft) Karstadt-Häuser in die hierfür aufgelegten Fonds zu überführen; hierin investierten Middelhoff und Schickedanz. Die hohen Mieten der Kaufhäuser belasteten die Arcandor-Konzernbilanz. Im Juni 2009 meldete Arcandor Insolvenz an, die bei Oppenheim insgesamt Verluste von geschätzten 700 Millionen Euro nach sich zog. Die drohende Insolvenz der drittältesten deutschen Privatbank (nach der Berenberg Bank und dem Bankhaus Metzler) konnte nur durch den Verkauf an die Deutsche Bank verhindert werden.

### Straf- und Zivilverfahren
Seit März 2010 ermittelte die Staatsanwaltschaft Köln gegen ehemalige Mitglieder der Geschäftsführung wegen Untreue und Beihilfe zur Untreue. Im April und August 2010 folgten umfangreiche Razzien. Im Februar 2012 erhob die Kölner Staatsanwaltschaft gegen die früheren persönlich haftenden Gesellschafter der Bank – Matthias Graf von Krockow, Dieter Pfundt, Christopher Freiherr von Oppenheim, Friedrich Carl Janssen – und Josef Esch Anklage wegen Untreue in besonders schwerem Fall.
Sal. Oppenheims Zusammenarbeit mit Esch löste eine Prozesswelle aus, die mit der Eröffnung des Strafverfahrens im November 2012 vor dem Landgericht Köln begann, der Prozessauftakt erfolgte am 27. Februar 2013. Dabei geht es um zwei umstrittene Geschäfte mit Büroimmobilien in Köln und Frankfurt am Main, durch die Sal. Oppenheim um insgesamt rund 134 Millionen Euro geschädigt worden sein soll. Auf mehr als acht Millionen Euro beziffert die Anklage den Schaden, der der Bank durch überhöhte Investitionen in eine zu niedrig vermietete Villa in Köln entstanden sein soll. Ende April 2013 wurde ein weiteres anhängiges Strafverfahren mit dem erstgenannten zusammengelegt. Das Verfahren gilt als einer der größten deutschen Wirtschaftsstrafprozesse der Nachkriegszeit.
In mindestens 15 Zivilverfahren klagen bekannte Anleger wie Madeleine Schickedanz, Heinz-Horst Deichmann, Wilhelm von Finck junior, Alfred Neven DuMont und Gerd Reimann-Dubbers auf Schadensersatz. Außerdem führten zwei weitere Klagen ehemaliger Deutsche-Bank-Manager zu weiteren Verfahren. Bei einem dieser Verfahren billigte das Landgericht Frankfurt dem geschädigten Anleger eine Rückzahlung durch das Bankhaus in Höhe von 2,1 Millionen Euro für gekaufte Fondsanteile zu.
Der Beihilfevorwurf gegen Esch wegen Untreue wurde am 25. März 2015 nach § 153a StPO vom Landgericht gegen Geldauflage in Höhe von 6 Millionen Euro (davon 3 Millionen an die Staatskasse, 2 Millionen an Sal. Oppenheim und 1 Million an gemeinnützige Organisationen) eingestellt. Am 9. Juli 2015 verhängte das Landgericht Köln Freiheitsstrafen gegen Janssen (2 Jahre und 10 Monate), von Krockow und Pfund (2 Jahre) und Christopher von Oppenheim (1 Jahr und 11 Monate) wegen schwerer gemeinschaftlicher Untreue. Esch wurde zuerst vom Landgericht wegen fahrlässigen unerlaubten Betreibens von Bankgeschäften verurteilt, dieser Schuldspruch wurde auf die Revision der Staatsanwaltschaft jedoch vom Bundesgerichtshof im Juli 2018 verschärft hin zum vorsätzlichen Betreibens von Bankgeschäften; das Strafmaß von 90 Tagessätzen zu je 5.500 Euro, insgesamt 495.000 Euro, blieb aber unverändert.

### Übernahme durch die Deutsche Bank
Am 28. Oktober 2009 gab die Deutsche Bank die Übernahme des Gesamtkonzerns zum Kaufpreis von 1 Mrd. Euro bekannt. Die Führung bei Sal. Oppenheim wurde komplett ausgewechselt. Damit endete nach 220 Jahren die Geschichte von Sal. Oppenheim als familiengeführte Privatbank. Die Sal. Oppenheim jr. & Cie. S.C.A. hatte mit CAM Private Equity und VCM Capital Management zum 1. Januar 2009 die Private-Equity-Sparte Sal. Oppenheim Private Equity Partners S.A. (SOPEP) gegründet. Die Deutsche Bank übernahm dieses Unternehmen ebenfalls und gliederte sie in die neu gegründete Einheit DB Private Equity ein.
Seit der Übernahme durch die Deutsche Bank im Jahr 2009 war die Sal. Oppenheim jr. & Cie. Luxembourg S.A. eine hundertprozentige Tochter der Sal. Oppenheim jr. & Cie. AG & Co. KGaA in Köln. Im Jahr 2009 verkaufte Oppenheim seinen Anteil an der Oppenheim-Esch-Holding GbR.
Sal. Oppenheim jr. & Cie. Luxembourg S.A. sowie Oppenheim Asset Management Services S.à r.l. wurden 2017 an Hauck & Aufhäuser verkauft.
Am 27. Oktober 2017 hatte die Deutsche Bank angekündigt, Sal. Oppenheim aufzugeben und die verbliebenen Kunden sowie Teile des Geschäfts in die Deutsche Bank zu integrieren.
Der aktive Geschäftsbetrieb in der Vermögensverwaltung wurde zum 30. Juni 2018 eingestellt. Neue Konten und Depots können nicht mehr eröffnet werden.

## Filme
- Ingolf Gritschneder und Georg Wellmann: Reportagen der WDR-Reihe die story
  - 2005: Milliarden-Monopoly – Die verschwiegenen Geschäfte der Oppenheim-Esch-Holding, Redaktion: Gert Monheim, Erstausstrahlung: 4. Juli 2005.[63]
  - 2005: Milliarden Monopoly II – ...das Spiel geht weiter, Redaktion: Gert Monheim, Erstausstrahlung: 12. Dezember 2005.
  - 2008: Milliarden Monopoly III – Neue Spuren im Messeskandal[64] / Undurchsichtige Geschäfte und Millionenverluste – Spurensuche auf dem Kölner Messegelände, Europas größte Bürobaustelle, Erstausstrahlung: 23. Juni 2008.[65]
  - 2009: Beraten und verkauft – Wie Politiker und Investoren bei der Sparkasse KölnBonn abkassierten, Erstausstrahlung: 9. März 2009.[66]
  - 2010: Karstadt – Der große Schlussverkauf – Wie das Warenhaus in die Pleite geriet, Redaktion: Mathias Werth und Jo Angerer, Erstausstrahlung: 24. Februar 2010.(DWFP 2010)[67][68][69]
  - 2011: Adel vernichtet – Der bemerkenswerte Niedergang des Bankhauses Oppenheim, Redaktion: Barbara Schmitz und Jo Angerer, Erstausstrahlung: 21. November 2011.[70] (DFP 2011)
  - 2012: Oppenheim Esch im Visier der Justiz – Die Abrechnung, Erstausstrahlung: 3. Dezember 2012.[71]
  - 2015: Jeder gegen jeden – Middelhoff, Karstadt und die Oppenheim-Pleite, Redaktion: Ulricke Schweizer und Jo Angerer, Erstausstrahlung: 26. Januar 2015.
  - 2019: Der Milliarden-Maurer vom Rhein, Erstausstrahlung: 11. Dezember 2019.[72]